# Synagoge Duderstadt

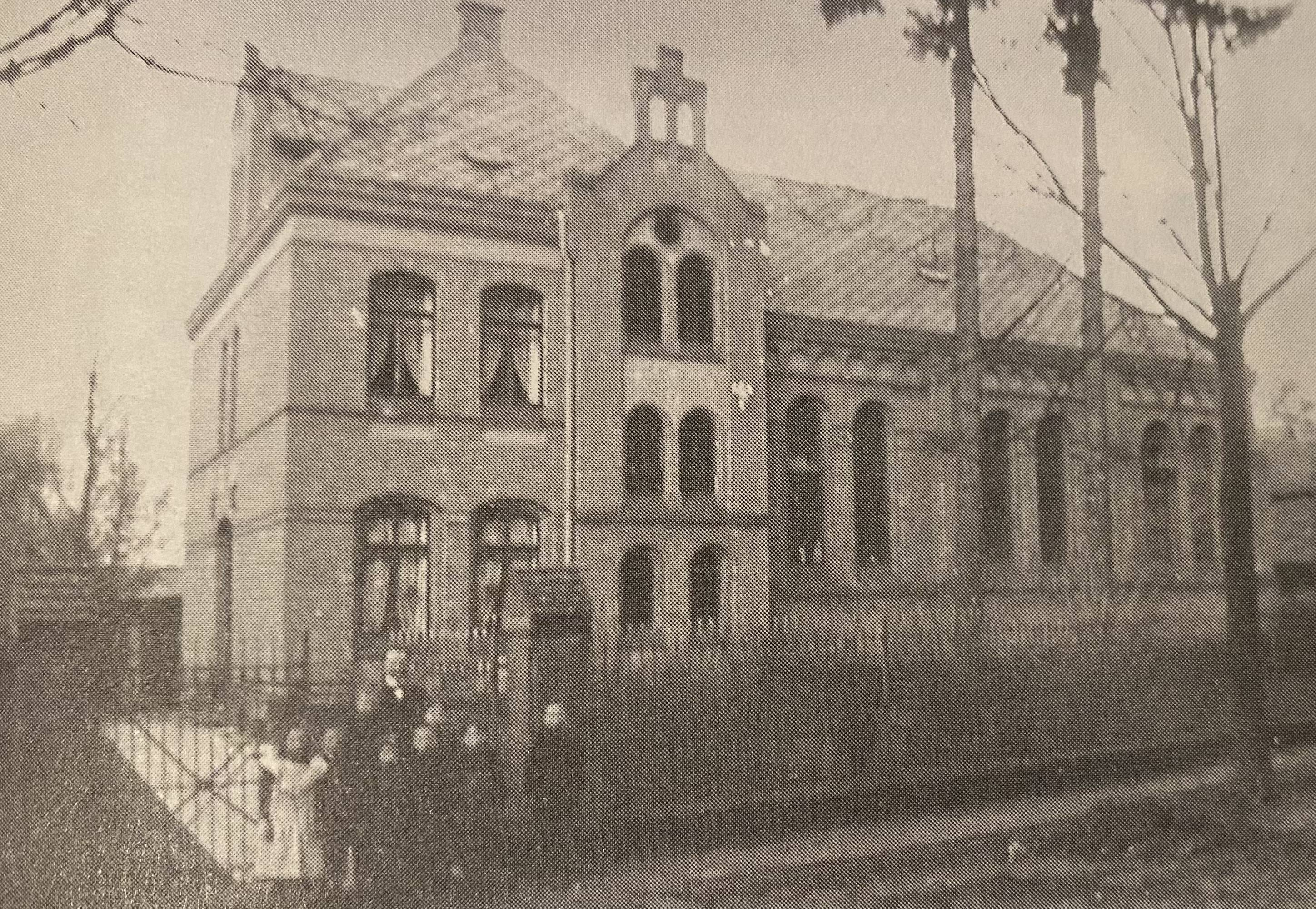
Die Synagoge in Duderstadt um 1900

Die Synagoge in Duderstadt bestand von 1898 bis 1938 in der Christian-Blank-Straße (vormals Gartenstraße) gegenüber dem Ursulinenkloster Duderstadt.

## Geschichte
Bevor in Duderstadt eine Synagoge neu errichtet werden konnte, nutzte die jüdische Gemeinde einen angemieteten Raum des Hauses in der Marktstraße 34 als Betsaal. Die Synagoge wurde vom Hildesheimer Architekten Breymann entworfen und 1898 geweiht.
Am Morgen des 10. November 1938 wurde die Synagoge in Brand gesteckt. Die jüdischen Bewohner Duderstadts wurden inhaftiert, die längsten der sogenannten Schutzhaften dauerten bis zum 5. Dezember 1938 an. In den Jahren nach der Reichspogromnacht wurden alle verbliebenen jüdischen Bewohner Duderstadts deportiert, so dass die jüdische Gemeinde erlosch. Nach dem Zweiten Weltkrieg wurde die Gemeinde nicht neu begründet und dementsprechend auch keine neue Synagoge gebaut.

## Baubeschreibung
Die Synagoge war ein aus Backstein errichteter, 20 m langer und 10 m breiter Bau im Stil des Historismus und wies sowohl neugotische als auch neoromanische Gestaltungselemente auf. Die Fassade wurde durch waagerechte Gesimse gegliedert und durch farbig glasierte Ziegel akzentuiert. Der Haupteingang lag auf der Westseite und führte zunächst in den zweigeschossigen Bereich, in dem sich die Schulräume befanden. Zudem war dort die Wohnung des Lehrers untergebracht, die sich im oberen Stockwerk befand. Östlich angrenzend schloss ein Treppenhaus an, das sowohl den Zugang zur Wohnung als auch möglicherweise zu einer Empore im Synagogenraum ermöglichte.
Der eigentliche Gebetsraum befand sich im östlichen Teil des Gebäudes und erstreckte sich über anderthalb Stockwerke. Die Straßenfassade war durch pfeilerartige Wandvorlagen strukturiert, die sie in drei Abschnitte teilten, von denen jeder mit zwei hohen Rundbogenfenstern versehen war. Darüber verlief ein sechsbogiger Rundbogenfries, der der Fassade zusätzliche Plastizität verlieh. Der Innenraum wurde über alle drei Geschosse hinweg durch jeweils zwei große Rundbogenfenster mit Tageslicht versorgt. Das Vorhandensein einer Orgel deutet darauf hin, dass die Synagoge nach den Gepflogenheiten des liberalen jüdischen Ritus genutzt wurde. Der Toraschrein befand sich an der Ostwand, in der Raummitte stand die leicht erhöhte Bima.
Ein hoher Treppengiebel trennte den eher schlichten westlichen Gebäudeteil vom aufwendig gestalteten östlichen Bereich, in dem sich der Sakralraum befand. Die Gestaltung des Giebels zeichnete sich durch ein auffälliges Blendbogenmotiv aus, das die Fenster der oberen Stockwerke zusammenfasste. Als einziges äußeres Merkmal, das auf die religiöse Nutzung des Gebäudes hinwies, befanden sich im Giebelfeld zwei von Ziegeln gerahmte Flächen, die an die Gesetzestafeln erinnern sollten.
Das Baukonzept der Synagoge entsprach einem typischen Schema, das im 19. Jahrhundert bei jüdischen Gemeindezentren anzutreffen war: Sie vereinte verschiedene Funktionen  darunter die Schule und den Betsaal unter einem Dach. Ähnliche Bauweisen fanden sich unter anderem in Bückeburg (1866) und Eisenach (1884).

## Gedenken
Heute erinnern zwei Gedenksteine an die zerstörte Synagoge in Duderstadt. Einer der beiden Gedenksteine befindet sich auf dem Wall auf der Höhe der ehemaligen Synagoge, der andere in der Christian-Blank-Straße. Der Gedenkstein am Wall wurde 1995 beschädigt, wobei ein neonazistisches Motiv zugrunde lag.